# Route 574 (Islande)
Pour les articles homonymes, voir Route 574.
La Route 574 (Þjóðvegur 574) ou Útnesvegur est une route islandaise qui dessert la pointe occidentale de la péninsule de Snæfellsnes .

## Trajet
- Route 54
- -  vers Ólafsvík
- Arnarstapi
  -  - Phare d'Arnarstapi
- - Phare de Malarrif
- -  vers Phare d'Öndverðarnes
- Hellissandur
- Rif
- Ólafsvík
- -  vers Arnarstapi
- Route 54